# Tipula (Emodotipula) multisetosa
Tipula (Emodotipula) multisetosa is een tweevleugelige uit de familie langpootmuggen (Tipulidae). De soort komt voor in het Palearctisch gebied.